# دييغو رانغيل
دييغو رانغيل (بالإسبانية: Diego José Rangel Monge) هو لاعب كرة قدم إسباني في مركز الدفاع، ولد في 23 يونيو 1978 في ألمندراليخو في إسبانيا. لعب مع إكستريمادورا يونيون ديبورتيفا وريال بلد الوليد ب وريال مدريد كاستيا ولوغرونيس ونادي إكستريمادورا ونادي جيرونا ونادي هويسكا ونادي ياغوستيرا.

## وصلات خارجية
- دييغو رانغيل على موقع قاعدة بيانات كرة القدم.إي يو (الإنجليزية)
- دييغو رانغيل على موقع Soccerway.com (الإنجليزية)
- دييغو رانغيل على موقع AS.com (الإسبانية)